# David Taylor (calciatore 1965)
David Taylor (25 agosto 1965) è un allenatore di calcio ed ex calciatore britannico.

## Carriera
In carriera ha disputato 219 partite segnando 117 gol nel campionato di calcio gallese. Nella stagione 1993/1994 segnò 43 gol in 38 partite nel Porthmadog F.C., divenne così il massimo marcatore europeo. Comunque in quella stagione la Scarpa d'oro non fu assegnata, quindi non ottenne questo riconoscimento. Lasciò il calcio nel 2001, a 36 anni.